# Корона принцеси Бланш
Корона принцеси Бланш (англ. Crown of Princess Blanche), також відома як корона Палатина або Богемська корона — найстаріша королівська корона Англії, датована приблизно 1370 роком. Корона належала дочці короля Генріха IV, принцесі Бланш (Бланці) Англійській і є чудовим зразком ювелірного мистецтва другої половини XIV століття. Зберігається в Мюнхенській скарбниці.

## Опис
Корону виготовлено із золота і багато декоровано сапфірами, рубінами, алмазами та перлами. Складається з обруча, увінчаного дванадцятьма зубцями у формі геральдичних лілій, що чергуються за висотою. Під кожним зубцем розташована композиція з дорогоцінного каміння у формі шестикутника — рубіни і перли, що чергуються, по кутах і сапфіри індивідуальної форми й прозорості в центрі кожного елемента; золоті з'єднання опрацьовано емаллю.
Наприкінці XIV століття корона стала дещо вищою, завдяки подовженим флеронам, якими замінили флерони меншого розміру.

## Історія
Корону виготовлено близько 1370 року або на кілька років пізніше; перший запис про неї датовано 1399 роком, корона фігурує в списку коштовностей, які належали поваленому королю Річарду II. Таким чином, малоймовірно, щоб корону було виготовлено для Бланки, найімовірніше, спочатку вона належала королеві Ганні Чеській, першій дружині Річарда. Достеменно невідоме й місце виготовлення корони — Анна могла привезти корону до Англії з Праги; хоча деякі елементи вказують на французьке походження виробу, автором міг бути навчений у Франції ювелір, який працював у Празі. Висловлювалося припущення про венеційське походження корони.
1402 року принцеса Бланка Англійська вийшла заміж за Людвіга III, курфюрста Пфальцу (англ. Elector Palatine) і корона перейшла у власність дому Віттельсбах, як посаг нареченої. Цьому корона і завдячує своїми назвами — корона принцеси Бланш або корона Палатина (тобто Пфальцу).
Від 1782 року корона зберігається в Мюнхенській резиденції.